# تاكوما ناكايوشي
تاكوما ناكايوشي (باليابانية: 永芳 卓磨) (18 أبريل 1986 في كوراشيكي في اليابان – )؛ هو لاعب كرة قدم ياباني سابق كان يلعب كلاعب وسط.

## وصلات خارجية
- تاكوما ناكايوشي على موقع رابطة كرة القدم اليابانية للمحترفين (اليابانية)
- تاكوما ناكايوشي على موقع قاعدة بيانات كرة القدم.إي يو (الإنجليزية)
- تاكوما ناكايوشي على موقع Soccerway.com (الإنجليزية)
- تاكوما ناكايوشي على موقع عالم كرة القدم.نت (الإنجليزية)